# Ischnochitonika lasalliana
Ischnochitonika lasalliana – gatunek widłonoga z rodziny Chitonophilidae. Opisali go w 1990 roku Craig J. Franz i Robert C. Bullock, tworząc dla niego nowy rodzaj Ischnochitonika. Miejsce typowe to Guayacancito na wenezuelskiej wyspie Margarita. Widłonogi te są pasożytami mięczaków Ischnochiton striolatus z gromady chitonów.